# Dendrosenecio
Dendrosenecio es un género de plantas herbáceas perteneciente a la familia de las asteráceas. Comprende 13 especies descritas y de estas, solo 11 aceptadas.

## Taxonomía
El género fue descrito por Rune Bertil Nordenstam y publicado en Opera Botanica 44: 40. 1978. La especie tipo es: Dendrosenecio johnstonii (Oliv.) B.Nord.	

## Especies aceptadas
A continuación se brinda un listado de las especies del género Dendrosenecio aceptadas hasta julio de 2012, ordenadas alfabéticamente. Para cada una se indica el nombre binomial seguido del autor, abreviado según las convenciones y usos.
- Dendrosenecio adnivalis (Stapf) E.B.Knox
- Dendrosenecio battiscombei (R.E.Fr. & T.C.E.Fr.) E.B.Knox
- Dendrosenecio brassiciformis (R.E.Fr. & T.C.E.Fr.) Mabb.
- Dendrosenecio cheranganiensis (Cotton & Blakelock) E.B.Knox
- Dendrosenecio elgonensis (T.C.E.Fr.) E.B.Knox
- Dendrosenecio erici-rosenii (R.E.Fr. & T.C.E.Fr.) E.B.Knox
- Dendrosenecio johnstonii (Oliv.) B.Nord.
- Dendrosenecio keniensis (Baker f.) Mabb.
- Dendrosenecio keniodendron (R.E.Fr. & T.C.E.Fr.) B.Nord.
- Dendrosenecio kilimanjari (Mildbr.) E.B.Knox
- Dendrosenecio meruensis (Cotton & Blakelock) E.B.Knox